# العزیزیه (قطر)
العزیزیه  یک منطقهٔ مسکونی در قطر است که در شهرداری الریان واقع شده‌است. العزیزیه ۵٫۷ کیلومتر مربع مساحت دارد  ۲۱ متر بالاتر از سطح دریا واقع شده‌است.